# Питерсон, Дэвид (бейсболист)
Дэвид Джон Питерсон (англ. David John Peterson, 3 сентября 1995, Аркейдия, Калифорния) — американский бейсболист, питчер клуба Главной лиги бейсбола «Нью-Йорк Метс». На студенческом уровне выступал за команду Орегонского университета.

## Биография

### Ранние годы и любительская карьера
Дэвид Питерсон родился 3 сентября 1995 года в Аркейдии в Калифорнии. Старшую школу он окончил в городе Орора в штате Колорадо. В течение четырёх лет он играл за школьную бейсбольную команду, в выпускной год был её капитаном. В 2014 году на драфте Главной лиги бейсбола Питерсон был выбран в 28-м раунде клубом «Бостон Ред Сокс». От подписания контракта он отказался, сделав выбор в пользу продолжения карьеры и учёбы в Орегонском университете.
В 2015 году Питерсон дебютировал в турнире NCAA, сыграв в четырнадцати матчах. Проведя 82,0 иннинга, он сделал 81 страйкаут, установив рекорд университета для новичков. После окончания сезона, летом 2015 года он был включён в состав студенческой сборной США. В сезоне 2016 года Питерсон сыграл тринадцать матчей с показателем пропускаемости 3,63, одержав четыре победы при пяти поражениях.
В сезоне 2017 года он одержал одиннадцать побед при четырёх поражениях и сделал 140 страйкаутов, установив рекорд университета. По итогам турнира Питерсон был включён в сборные звёзд NCAA и конференции Pac-12, претендовал на награду лучшему бейсболисту-любителю страны. Летом 2017 года на драфте Главной лиги бейсбола Питерсон был выбран клубом «Нью-Йорк Метс» в первом раунде под общим 20-м номером.

### Профессиональная карьера
В профессиональном бейсболе Питерсон дебютировал в сезоне 2017 года, сыграв три матча в составе «Бруклин Сайклонс» и получив травму. В 2018 году он провёл первый полный сезон, сыграв девять матчей с пропускаемостью 1,82 за «Колумбию Файрфлайз» и тринадцать матчей с показателем ERA 4,66 в составе «Сент-Луси Метс». Сезон 2019 года Питерсон отыграл на уровне AA-лиги в «Бингемтон Рамбл Пониз». Он провёл 24 матча в роли стартового питчера с показателем пропускаемости 4,19. Его показатель FIP, сокращающий влияние случайностей на результаты, по ходу двух полноценных сезонов оставался ниже ERA.
В июле 2020 года Питерсон дебютировал в составе «Метс» в Главной лиге бейсбола. В регулярном чемпионате он выходил на поле в десяти матчах, девять из которых начинал в стартовом составе. Перед началом сезона 2021 года он рассматривался как один из претендентов на место в стартовой ротации клуба.